# Зелений мексиканець
Зелений мексиканець — алкогольний коктейль на основі лікеру «Пізан Амбон», лимонного соку та текіли. Коктейль винайдений у 1996 році українським барменом Сергієм Кодацьким.

## Назва
Назва коктейлю вказує на зелений колір нижньої частини коктейлю та на Мексику — батьківщину текіли, основного складника напою.

## Рецепт
Складники:
- лікер «Пізан Амбон» (лікер на основі зелених бананів, які ростуть на острові Амбон) — 25 мл;
- лимонний або лаймовий сік — 10 мл;
- текіла — 25 мл.

Коктейль складається з трьох шарів, що не перемішуються. На дно стопки наливають лікер. Поверх лікеру акуратно додають лимонний сік, щоб шари не змішувалися. Третій шар наливають текілу. Інколи лікер «Пізан Амбон» замінюють лікером «Мідорі», що виготовляється з дині. Зелений мексиканець потрібно випити зразу після приготування, бо шари швидко змішуються.

## Різновиди
Існують різні, але менш поширені варіації коктейлю:
- Червоний мексиканець, на основі полуничного лікеру.
- Коричневий мексиканець, на основі кавового лікеру.
- Золотий мексиканець, на основі лікеру Gold Strike.
- Блакитний мексиканець, на основі лікеру Blue Curaçao.